# Wyższa Szkoła Pedagogiczna w Katowicach
Wyższa Szkoła Pedagogiczna w Katowicach – państwowa uczelnia pedagogiczna istniejąca w Katowicach, w latach 1950–1968. Na jej bazie oraz Filii Uniwersytetu Jagiellońskiego w Katowicach powstał w 1968 Uniwersytet Śląski w Katowicach.

## Historia
Pierwsza Państwowa Wyższa Szkoła Pedagogiczna powstała w Katowicach w 1946, lecz we wrześniu 1947 została zamknięta, przeniesiona do Łodzi i wcielona do tamtejszej Państwowej Wyższej Szkoły Pedagogicznej.
Z dniem 1 lipca 1950 utworzono rozporządzeniem Rady Ministrów z dnia 29 listopada 1950 kolejną Państwową Wyższą Szkołę Pedagogiczną w Katowicach jako 3-letnią wyższą szkołę zawodową na bazie rozwiązanego w lipcu 1950 Instytutu Pedagogicznego w Katowicach (założonego w 1928). Organizatorem szkoły został mianowany dr Jan Kazimierz Zaremba, jej pierwszy prorektor. Siedzibą stał się budynek przy ul. Szkolnej 9. W 1954 zmieniono jej nazwę na Wyższa Szkoła Pedagogiczna w Katowicach, nadając jej statut organizacyjny szkoły akademickiej. Od 1956 została ona uczelnią o pełnym, 5-letnim programie studiów, nadającą tytuły zawodowe magistra. Uprawnienia akademickie (prawo nadawania stopnia doktora) w 1962 uzyskał Wydział Filologiczno-Historyczny, a w 1963 Wydział Matematyki, Fizyki i Chemii.
W pierwszym roku działalności PWSP (1950/1951) naukę  w niej podjęło 123 studentów na 3 kierunkach: matematyka, fizyka i chemia. Następnych 5 kierunków otwarto w: 1951 (filologia polska), 1957 (historia), 1959 (filologia polska z bibliotekoznawstwem, pedagogika) i 1960 (wychowanie techniczne).
Uczelnia wypromowała łącznie 60 doktorów (45 nauk matematyczno-fizycznych i 15 nauk humanistycznych). Pierwszym na katowickiej WSP doktoratem (obronionym 29 stycznia 1964) była rozprawa matematyczna Mariana Panczakiewicza pt. Pojęcie funkcji w nauce i nauczaniu, napisana pod kierunkiem prof. dr Jerzego Słupeckiego (z WSP w Opolu).
W latach 60. dążeniem rektora WSP w Katowicach prof. dr hab. Józefa Pietera było przekształcenie uczelni w Śląską Akademię Pedagogiczną, traktowaną jako bazę przyszłego uniwersytetu. Odbywało się to równolegle ze staraniami o utworzenie uniwersytetu przez prof. dr hab. Kazimierza Popiołka, prorektora Filii Uniwersytetu Jagiellońskiego w Katowicach. Efektem starań obu profesorów było połączenie 14 czerwca 1968 Wyższej Szkoły Pedagogicznej w Katowicach z Filią Uniwersytetu Jagiellońskiego w Katowicach (założoną w 1963) w Uniwersytet Śląski w Katowicach.

## Rektorzy
1. mgr Stanisław Glücksman, kontrakt. prof. (1950/1951 – 1955/1956)
2. prof. dr hab. Józef Pieter (1956/1957 – 1967/1968)

## Wydziały

### Wydział Filologiczno-Historyczny
(utworzony 1 stycznia 1953 jako Wydział Filologii Polskiej / Filologiczny, od 1 października 1958 pod nową nazwą)

#### Dziekani
1. dr Jan Zborowski (1953/1954)
2. dr Stanisław Zabierowski (1954/1955 – 1955/1956)
3. dr Jan Kazimierz Zaremba (1956/1957 – 1957/1958)
4. dr Jan Bohucki (1958/1959 – 1963/1964)
5. doc. dr Stanisław Zabierowski (1964/1965 – 1967/1968)

#### Katedry
1. Katedra Pedagogiki
2. Katedra Historii Literatury (od 1959 Katedra Historii Literatury Polskiej)
3. Katedra Języka Polskiego
4. Katedra Podstaw Marksizmu i Leninizmu (zlikwidowana w 1957)
5. Katedra Historii (od 1958)
6. Katedra Metodyki Historii Literatury Języka Polskiego (od 1959)
7. Katedra Historii Literatury Powszechnej (od 1959)
8. Katedra Filozofii (od 1963)

#### Kierunki studiów
- filologia polska (otwarty w 1951; dzienne 3-letnie; od 1959 dzienne, wieczorowe i eksternistyczne 5-letnie)
- filologia polska z bibliotekoznawstwem (otwarty w 1959, wygaszony w 1964; dziennie 5-letnie)
- pedagogika (otwarty w 1959; wieczorowe 5-letnie)
- historia (otwarty w 1957; wieczorowe 5-letnie)

#### Uprawnienia akademickie
- uprawnienie nadawania stopnia naukowego doktora nauk humanistycznych (od 19 kwietnia 1962)[6]

### Wydział Matematyki, Fizyki i Chemii
(utworzony 1 stycznia 1953)

#### Dziekani
1. mgr Stefan Sedlak (1953/1954 – 1958/1959)
2. doc. dr inż. Zbigniew Kwapniewski (1959/1960 – 1960/1961)
3. doc. dr inż. Ludomir Tokarzewski (1961/1962)
4. doc. dr inż. Zbigniew Kwapniewski (1962/1963 – 1963/1964)
5. doc. dr Stanisław Glücksman (1964/1965 – 1967/1968)

#### Katedry
1. Katedra Matematyki
2. Katedra Fizyki (od 1964 Katedra Fizyki Ogólnej)
3. Katedra Chemii Ogólnej i Nieorganicznej
4. Katedra Chemii Organicznej
5. Katedra Chemii Fizycznej (od 1960)
6. Katedra Algebry i Teorii Liczb (od 1960)
7. Katedra Technologii Chemicznej (od 1960, w 1961 włączona do Katedry Chemii Organicznej)
8. Katedra Maszynoznawstwa (od 1960, od 1964 na Wydziale Wychowania Technicznego)
9. Katedra Elektrotechniki (od 1960, od 1964 na Wydziale Wychowania Technicznego)
10. Katedra Fizyki Doświadczalnej (od 1964)

#### Kierunki studiów
- matematyka (otwarty w 1950; dzienne 3-letnie; od 1959 dzienne, wieczorowe, eksternistyczne i zaoczne 5-letnie)
- fizyka (otwarty w 1950; dzienne 3-letnie; od 1959 dzienne, wieczorowe, eksternistyczne i zaoczne 5-letnie)
- chemia (otwarty w 1950; dzienne 3-letnie; od 1959 dzienne i eksternistyczne 5-letnie)
- wychowanie techniczne (otwarty w 1960; dzienne i wieczorowe 5-letnie; od 1964 na Wydziale Wychowania Technicznego)

#### Uprawnienia akademickie
- uprawnienie nadawania stopnia naukowego doktora nauk matematyczno-fizycznych (od 26 lipca 1963)[7]

### Wydział Wieczorowy dla Pracujących
(utworzony 1 października 1956, zlikwidowany 1 lipca 1958) – studia wieczorowe włączono do poszczególnych wydziałów

#### Kierownik
1. mgr Wacław Miśkiewicz, zast. prof.

### Wydział Wychowania Technicznego
(utworzony 1 listopada 1964)

#### Dziekan
1. prof. dr inż. Marian Janusz (1964/1965 – 1967/1968)

#### Katedry
1. Katedra Technologii Ogólnej
2. Katedra Wychowania Technicznego
3. Katedra Maszynoznawstwa
4. Katedra Elektrotechniki

#### Kierunki studiów
- wychowanie techniczne (otwarty w 1960 na Wydziale Matematyki, Fizyki i Chemii; dzienne i wieczorowe 5-letnie; kierunek posiadał od 1963/1964 Punkt Konsultacyjny w Warszawie)

## Inne jednostki organizacyjne

### Studium Języków Obcych
Języki obce nauczano w ramach lektoratów od 1950, które w 1955 zostały zorganizowane w Zespół Języków Obcych, a od 1 października 1960 w Studium Języków Obcych. Odtąd istniały lektoraty:
- języka rosyjskiego
- języka angielskiego
- języka niemieckiego
- języka francuskiego
- języka łacińskiego
- języka greckiego (nauka początkowa)
- języka czeskiego (przez pewien czas)

### Studium Wychowania Fizycznego
Pierwszymi prowadzącymi zajęcia wychowania fizycznego na katowickiej WSP (dla I i II roku studiów, początkowo fakultatywne) byli: mgr Cecylia Malczyk i mgr Józef Grzbiela. Studium Wychowania Fizycznego utworzono w 1961, którego kierownikiem został mgr Józef Grzbiela, a po jego śmierci w 1963 mgr Zdzisław Weiss. Studium WF do 1968 zatrudniało łącznie 11 instruktorów, prowadzących zajęcia: 
- ogólnego wychowania fizycznego
- przygotowania sportowego
- specjalizacji sportowej w sekcjach:
  - siatkówki
  - koszykówki
  - piłki ręcznej
  - lekkoatletyki
  - pływania

Studium organizowało też 10-dniowe sportowe obozy zimowe (narciarskie), liczne letnie (również turystyczne) oraz wszechstronnie współpracowało z Akademickim Związkiem Sportowym. Studenci brali udział w wielu zawodach międzyuczelnianych (4920 studentów i studentek) oraz Akademickich Mistrzostwach Polski o mistrzostwo WSP (685 studentów i studentek). Uczelnia szczyciła się mistrzowskimi drużynami studenckimi w lekkiej atletyce męskiej (I miejsce w 1961), siatkówce męskiej (I miejsce w 1963, 1965 i 1967), piłce ręcznej męskiej (I miejsce w 1961, 1963 i 1965), koszykówce męskiej (I miejsce w 1965), licznymi miejscami II i III (j.w. oraz w lekkiej atletyce żeńskiej, koszykówce żeńskiej i siatkówce żeńskiej) oraz wieloma pierwszymi miejscami w rozgrywkach Ligi Międzyuczelnianej. W 1966 i 1968 uczelnia zorganizowała zawody o Memoriał im. mgr Józefa Grzbieli, upamiętniające pierwszego kierownika Studium Wychowania Fizycznego.

### Studium Wojskowe
Studium Wojskowe WSP w Katowicach zorganizował w marcu 1952 płk Piotr Witwicki. Prowadziło obowiązkowe zajęcia wojskowe dla studentów (mężczyzn) oraz organizowało przeszkolenie wojskowe w jednostkach wojskowych w czasie wakacji. Dla studentów i studentek nie objętych obowiązkiem szkolenia wojskowego prowadziło zajęcia powszechnej samoobrony.

### Biblioteka Główna
Własny księgozbiór biblioteki WSP w Katowicach zaczęto tworzyć 12 grudnia 1950 w głównej siedzibie uczelni. W początkowym okresie istnienia uczelni studenci i wykładowcy korzystali głównie ze zbiorów Centralnej Biblioteki Pedagogicznej (przekształconej w Pedagogiczną Bibliotekę Wojewódzką), znajdującej się w tym samym gmachu. W 1968 Biblioteka Główna posiadała 75.000 woluminów druków zwartych i 5000 woluminów czasopism (prenumerowano 294 tytuły), a biblioteki zespołów katedr liczyły łącznie 60.542 woluminów (Zespół Katedr Filologii Polskiej posiadał aż 40.000 wol.), co dawało łączny księgozbiór uczelni, liczący 140.542 woluminy. Dyrektorem Biblioteki Głównej WSP w Katowicach był w latach 1950–1968 mgr Piotr Stasiak.

## Organizacje i zespoły studenckie
W uczelni działały organizacje i zespoły studenckie: 

### organizacje
- Zrzeszenie Studentów Polskich
- Związek Młodzieży Polskiej (od 1957 Związek Młodzieży Socjalistycznej, Zarząd Uczelniany)
- Akademicki Związek Sportowy (Klub Uczelniany)
- Koła Naukowe przy poszczególnych katedrach
- Samorząd Domów Akademickich
- Polska Zjednoczona Partia Robotnicza (Podstawowa Organizacja Partyjna)
- Liga Kobiet (oddział)
- Towarzystwo Przyjaźni Polsko-Radzieckiej (koło)

### zespoły
- Teatr Studencki WSP (założony w 1950, przekształcony wkrótce w Międzyuczelniany Chór WSP i WSE)
- Mieszany Chór Studencki (założony w 1959)
- Zespół Choreograficzny WSP (założony w 1961).

Ponadto od 1961 w Domu Akademickim w Ligocie (ul. Franciszkańska 17) działał Klub Studencki.

## Wykładowcy
W okresie swego istnienia WSP w Katowicach zatrudniała łącznie 602 pracowników naukowych i dydaktycznych, spośród których część pracowała w ramach zleconych wykładów i ćwiczeń.

Większość pracowników merytorycznych należała do Zakładowej Organizacji Związkowej Związku Nauczycielstwa Polskiego, a część również do Podstawowej Organizacji Partyjnej PZPR.

## Absolwenci
W latach 1953–1968 uczelnię ukończyło łącznie 3387 absolwentów, spośród których 318 osób ukończyło 3-letnie studia zawodowe (filologia polska – 42, matematyka – 75, fizyka – 88, chemia – 113 ), a 3069 – 5-letnie studia magisterskie, w tym:
- filologia polska – 581,
- filologia polska z bibliotekoznawstwem – 172,
- pedagogika – 192,
- historia – 256,
- matematyka – 513,
- fizyka – 492,
- chemia – 459,
- wychowanie techniczne – 404.

## Baza dydaktyczna

### Budynki dydaktyczne
- ul. Szkolna 9 (dawne Liceum Pedagogiczne i Instytut Pedagogiczny) – gmach główny, Rektorat
- ul. Bankowa 8 (Ewangelicki Dom Związkowy) – Wydział Filologiczno-Historyczny
- ul. 1 Maja 45/47 (Ośrodek Metodyczny na Zawodziu) – Wydział Filologiczno-Historyczny
- ul. Tyszki 17 (obecnie ul. Grażyńskiego; Szkoła Podstawowa na Osiedlu Marchlewskiego / Koszutce) – Wydział Matematyki, Fizyki i Chemii
- ul. Wita Stwosza 17 (Wyższe Śląskie Seminarium Duchowne) – Wydział Wychowania Technicznego

### Domy studenta
- ul. Markiefki 78 (Szkoła Podstawowa w Bogucicach)
- ul. Powstańców 53 (barak)
- ul. Krasińskiego 27 (internat Liceum Pedagogicznego)
- ul. Zawadzkiego 26 (obecnie ul. Sokolska; internat Szkoły Zawodowej na Osiedlu Marchlewskiego / Koszutce)
- ul. Franciszkańska 17 (Domy Studenta Wyższej Szkoły Ekonomicznej w Ligocie)

## Wydawnictwa
WSP w Katowicach publikowała dwa wydawnictwa zbiorowe (ciągłe) i skrypty:
1. „Zeszyty Naukowe” (nr 1–41, 1956–1968; od nr 6, 1960 pt. „Prace Naukowe Wyższej Szkoły Pedagogicznej w Katowicach”) ukazujące się w seriach:
  - Sekcja chemii (nr 1–8, 1957–1967)
  - Sekcja fizyki (nr 1–6, 1958–1968)
  - Sekcja matematyki (nr 1–6, 1958–1968)
  - Sekcja językoznawstwa ([nr] I–III, 1959–1966; od [nr] III pt. Prace językoznawcze)
  - Katedra Pedagogiki (nr 1–3, 1961–1965)
  - Prace historycznoliterackie Katedry Historii Literatury Polskiej (nr 1–4, 1956–1967; nr 1 pt. Zeszyty naukowe)
  - Prace filozoficzno-społeczne Katedry Filozofii (nr 1–3, 1962–1968)
  - Katedra Literatury Powszechnej (nr 1, 1963)
  - Katedra Metodyki Literatury i Języka Polskiego (nr 1, 1963)
  - Prace historyczne (nr 1–2, 1964–1967)
  - Sekcja wychowania technicznego (nr 1–2, 1962–1968, nr 2 pt. Wydział Wychowania Technicznego)
  - Prace psychologiczne ([nr] I, 1967)
2. „Roczniki Dydaktyczne”
  - T. 1: Dydaktyka Szkoły Wyższej (nr 1–2, 1960)
3. Skrypty
  - Z pomocą poloniście (skrypt nr 1, 1964, dodruk uzup. 1965; [skrypt nr] II, 1968)

oraz 50 wydawnictw zwartych (monografii naukowych i podręczników dla studentów), w tym 20 autorstwa prof. dr hab. Józefa Pietera.
We wszystkich pracach zbiorowych i drukach zwartych wydanych w latach 1956–1968 przez WSP w Katowicach zamieszczono 632 publikacje.